# Dimbokro
Dimbokro est une ville du centre de la Côte d'Ivoire, située à 240 km au nord de la capitale économique, Abidjan et à 80 km au sud-est de la capitale politique, Yamoussoukro, dans la zone d'influence du royaume baoulé. La ville est la capitale du district des lacs et  le chef-lieu de la région du N'Zi, et a une population estimée, en 2021, à 70 198 habitants. Le sous-groupe baoulé occupant cette zone d'influence sont les Agbas. Le nom de la ville vient de « Djingbokro », à l'époque, un petit village créé par Kouassi Djingbo.

## Géographie
Dimbokro est le chef-lieu (et la seule commune) du département qui porte son nom, et la préfecture de la région du N'Zi. Le département compte, par ailleurs, 73 localités rurales et s'étend sur 1 601,3 km2.
Au cours des fêtes tournantes de commémoration de l'indépendance, l'agglomération a hérité d'un ensemble de réalisations qui en font sa fierté. Dimbokro est aussi le chef-lieu du conseil général de la région du N'Zi.

## Histoire

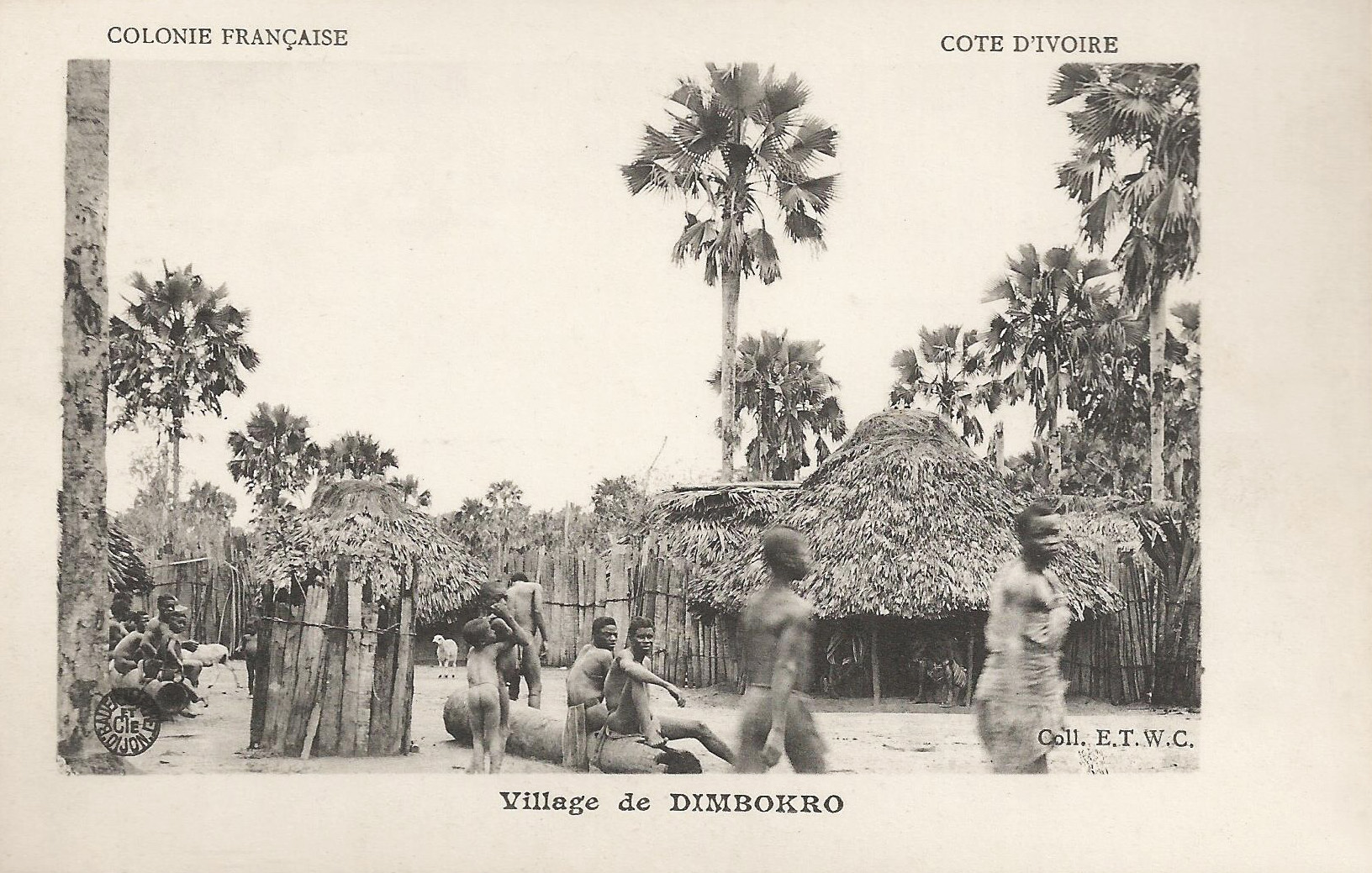
Le village de Dimbokro vers 1910.

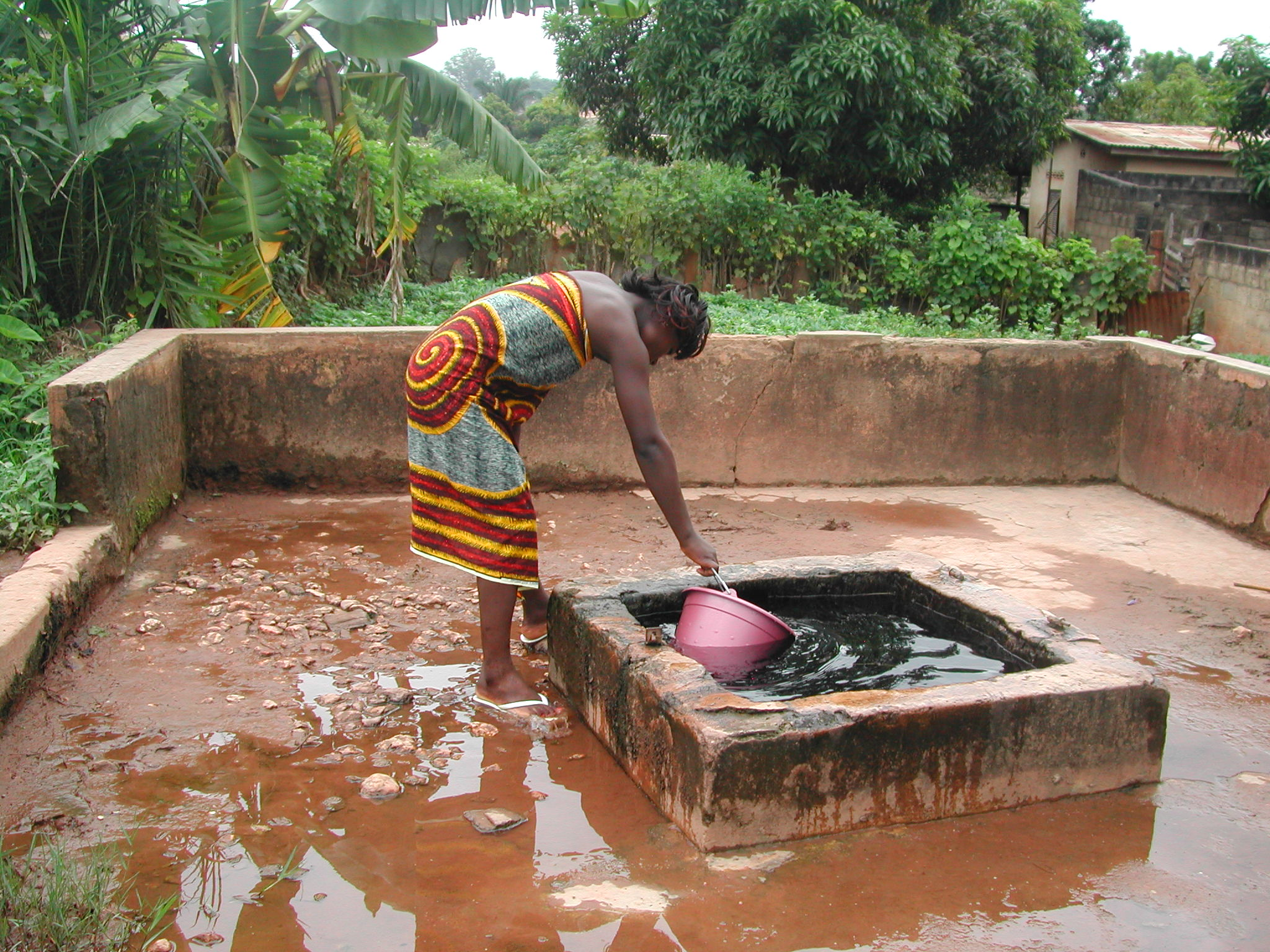
Pango, puits colonial

Les baoulés de Dimbokro sont originaires de Anyuan-nyan au Ghana, sous la conduite de la reine Abla Pokou. Ils se sont installés après avoir expulsé les gouros. Le 30 janvier 1950 : en riposte à une grève des achats des produits importés et à la défense des prix légaux payés aux producteurs africains de café et de cacao, ainsi qu'à plusieurs manifestations demandant la libération de nombreux dirigeants du PDCI (à la suite des incidents entre le RDA et des partis créés et soutenus par « l'oppression coloniale »), et sous prétexte de défendre la liberté du commerce, les administrateurs coloniaux font intervenir l'armée à Bouaflé, le 21 janvier (3 morts), à Dimbokro, le 30 janvier (14 morts, 50 blessés), à Séguéla, le 2 février (3 morts) et tentent le 27 janvier d'arrêter Félix Houphouët-Boigny. À Dimbokro, le Commandant de Cercle,, fait tirer sur la foule qui manifeste devant sa résidence. Il en ressort que, en dehors des forces de l'ordre, des civils européens ont tiré. Les réunions du RDA sont par la suite interdites par la France.

## Administration
Une loi de 1978 a institué 27 communes de plein exercice sur le territoire du pays. Le département de Dimbokro est constitué de la seule commune de Dimbokro.
| Date d'élection | Identité                    | Parti    | Qualité                | Statut                                                |
| --------------- | --------------------------- | -------- | ---------------------- | ----------------------------------------------------- |
| 1959            | Samba Ambroise KONE         | PDCI-RDA | -                      | élu                                                   |
| 1980            | Ernest Léon Amon            | PDCI-RDA | Diplomate              | élu                                                   |
| 1985            | Bernard Koffi N'Guessan     | PDCI-RDA | Homme politique        | élu                                                   |
| 1990            | Bernard Koffi N'Guessan     | PDCI-RDA | Homme politique        | élu. Au terme de ce mandat, il n'en a plus sollicité. |
| 1996            | Gabriel N'Zi N'Guessan      | PDCI-RDA | Dentiste               | élu. Candidat unique à cette élection                 |
| 2001            | Gabriel N'Zi N'Guessan      | PDCI-RDA | Dentiste               | réélu                                                 |
| 2013            | Amon Gabriel Diéméléou Bilé | PDCI-RDA | Ingénieur des télécoms | élu                                                   |
| 2018            | Amon Gabriel Diéméléou Bilé | PDCI-RDA | Ingénieur des télécoms | réélu                                                 |
| 2023            | Adama Coulibaly             | RHDP     | Économiste             | élu                                                   |

## Démographie
| 1975   | 1988   | 2010   | 2021   |
| ------ | ------ | ------ | ------ |
| 31 073 | 38 183 | 61 497 | 70 198 |

## Infrastructures
Dimbokro est constituée de plusieurs quartiers dénommés Belleville, Sokouradjan, Dioulakro, Commerce, Cité, quartier Résidentiel, Ceg, Blaidy, Languy-Broukro (Broukro-sur-N'Zi), Koffikro, Kennedy et Comikro, zone économique, koffi akan.

### Économiques
- La gare : Non loin du centre-ville ; on peut admirer le vieux pont ferroviaire du N'Zi construit en 1908. La ville possède une gare desservie par la ligne Abidjan-Ouagadougou construite par la Régie des chemins de fer Abidjan-Niger ;
- Le marché couvert : la structure a brûlé en 2006 ;
- L'usine textile, appelée Utexi (Union Industrielle des Textiles de Côte d'Ivoire), a fermé en 2002, mais a rouvert en 2013[11] ;
- La scierie ;
- Groupe OLAM, société de transformation des noix de cajou, d’origine indienne ;
- Le Grenier du N'Zi.

### Administratives
- Mairie ;
- Hôtel du département ;
- Préfecture ;
- Commissariat de police ;
- Brigade de gendarmerie nationale ;
- Peloton de gendarmerie nationale ;
- Gardes forestiers.

### Judiciaires
- Le tribunal ;
- La maison d'arrêt et de correction.

### Sanitaires
- Centre Hospitalier Régional (CHR) ;
- District sanitaire dit des Grandes Endémies ;
- Cliniques ;
- Centre de Protection Maternelle et Infantile dans le quartier de Comikro, détruit dans un incendie en janvier 2017 et reconstruit en 2021 et 2022 ;
- Quatre pharmacies.

### Sociales
- Orphelinat

### Scolaires
- Groupe scolaire du Centre construit en 1999 ;
- Groupe scolaire Plateau 1 réhabilité en 2017 par la LONACI et baptisé groupe scolaire Alassane Ouattara, président de la République de Côte d'Ivoire et ancien élève de cette école ;
- Groupe scolaire Koffikro ;
- Groupe scolaire Soukouradjan ;
- Collège Moderne de Dimbokro ;
- Collège le Challenge ;
- Collège la Nouvelle Alliance ;
- Collège LAFISSOU Dimbokro ;
- Collège Koffi Ackant ;
- Collège N'zi-Comoé ;
- Collège la Bénédiction ;
- Lycée Moderne de Dimbokro, ouvert en 1966 ;
- Groupe Université Nord-Sud/ Institut Famah installé depuis 2012.

### Culturelles
- Festourdim festival de Tourisme de Dimbokro créé en 2011 ;
- Festival ORAD "On retourne à Dimbokro" ;
- Cinéma ;
- Independance Day ;
- La Nuit du Bazin.

### Cultes
- Paroisse Saint-Joseph (catholique) ;
- Paroisse St Pierre-St Paul de la Cité Sogefiha (catholique) ;
- Église méthodiste Unie (protestante) ;
- Mosquée de Dioulakro ;
- Mosquée de Sokouradjan ;
- Mosquée de Belleville ;
- Église protestante CMA ;
- Église baptiste œuvres et missions ;
- Église des Assemblées de Dieu.

### Établissements hôteliers
- Hôtels ;
- le Manvy dans le quartier du Commerce ;
- le Pétrolier ;
- les Rosiers ;
- la Villa des Hôtes ;
- l'Auberge ;
- Berenice ;
- Famah ;
- Hôtel Équinoxe.
- Hôtel-Résidence Ben

### Autres
- Caisse d’Épargne ;
- Agence NSIA Banque ;
- Agence banque atlantique ;
- La Poste ;
- COOPEC ;
- SGBCI ;
- FIDRA ;
- Le Centre d'Excellence et de Leadership YGN Initiatives.

## Associations de la ville
- AFUT (Association des Frères Unis de Tangoumanssou), siège Tangoumanssou ;
- Amicale des Elèves et Étudiants Ressortissants de Dimbokro (AEERD) ;
- Amicale des Anciens des Lycées et Collèges de Dimbokro Étudiants à Yamoussoukro (AMALDEY) ;
- Communauté pour le Développement Économique et Social de la région du N'Zi (CODESDI) ;
- YGN Initiatives (Young Generation Network Initiatives).

## Sports
La localité dispose d'un club de football, le N'Zi FC, qui évolue en MTN Ligue 3.

## Personnalités liées à la commune
- Koné Samba Ambroise, homme politique[12] ;
- Alassane Ouattara, Président de la Côte d'Ivoire ;
- Alpha Blondy, chanteur de reggae ;
- Akissi Delta, actrice, réalisatrice ;
- Placide Konan, poète et slammeur ;
- Boubacar Sanogo, footballeur ;
- Sidya Touré, personnalité politique guinéen ;
- N'guessan Koffi Lataille, cadre des impôts et homme politique[13];
- Brou Koffi Erwan, cadre de banque.

## Villes voisines
- Bocanda et Bongouanou vers l'est ;
- Toumodi vers l'ouest ;
- Yamoussoukro et Bouaké au nord ;
- Agboville au sud.